# LituanicaSAT-1
LituanicaSAT-1 (auch LituanicaSAT-OSCAR 78 oder LO-78) ist ein litauischer Amateurfunksatellit der Universität Vilnius.

## Aufbau und Mission
Der Satellit trägt mit Lituanica den Namen des Flugzeugs, mit dem die beiden litauischen Piloten Steponas Darius und Stasys Girėnas im Jahre 1933 non-stop den Atlantik überquerten.
LituanicaSAT-1 beruht auf dem Cubesat-Standard und besteht aus einer Einheit (1U). Er hat die Abmessungen 10 cm × 10 cm × 10 cm und wiegt 1,090 kg. Gesteuert wird LituanicaSAT-1 von einem Hauptcomputer basierend auf dem Mikrocontroller Cortex-M4F von ARM. Als Backup dient ein Arduino-Mega2560-Board.
Er wurde zusammen mit dem ebenfalls litauischen LitSat-1 als einer der beiden ersten litauischen Satelliten, am 28. Februar 2014 von der Internationalen Raumstation ISS ausgesetzt, nachdem er am 9. Januar mit dem Cygnus-Raumtransporter vom Mid-Atlantic Regional Spaceport gestartet war.
Der Satellit enthält einen Umsetzer für FM-Sprechfunkverbindungen. Ist dieser nicht in Betrieb, sendet eine Funkbake mit dem Amateurfunkrufzeichen LY5N.
Da LituanicaSAT-1 als Subsatellit der ISS angesehen wird, erhielt er mit 1998-067EN eine COSPAR-Bezeichnung, die von der der ISS abgeleitet wurde und in der das Startjahr 1998 der ISS enthalten ist.